# 第509混合飞行大队
第509混合飞行大队（英語：509th Composite Group）是美国陆军航空军在二战期间的一个空军编队，1944年12月17日组建，负责执行运送核武器的任务。该编队在1945年8月将两枚原子弹投放至广岛与长崎。

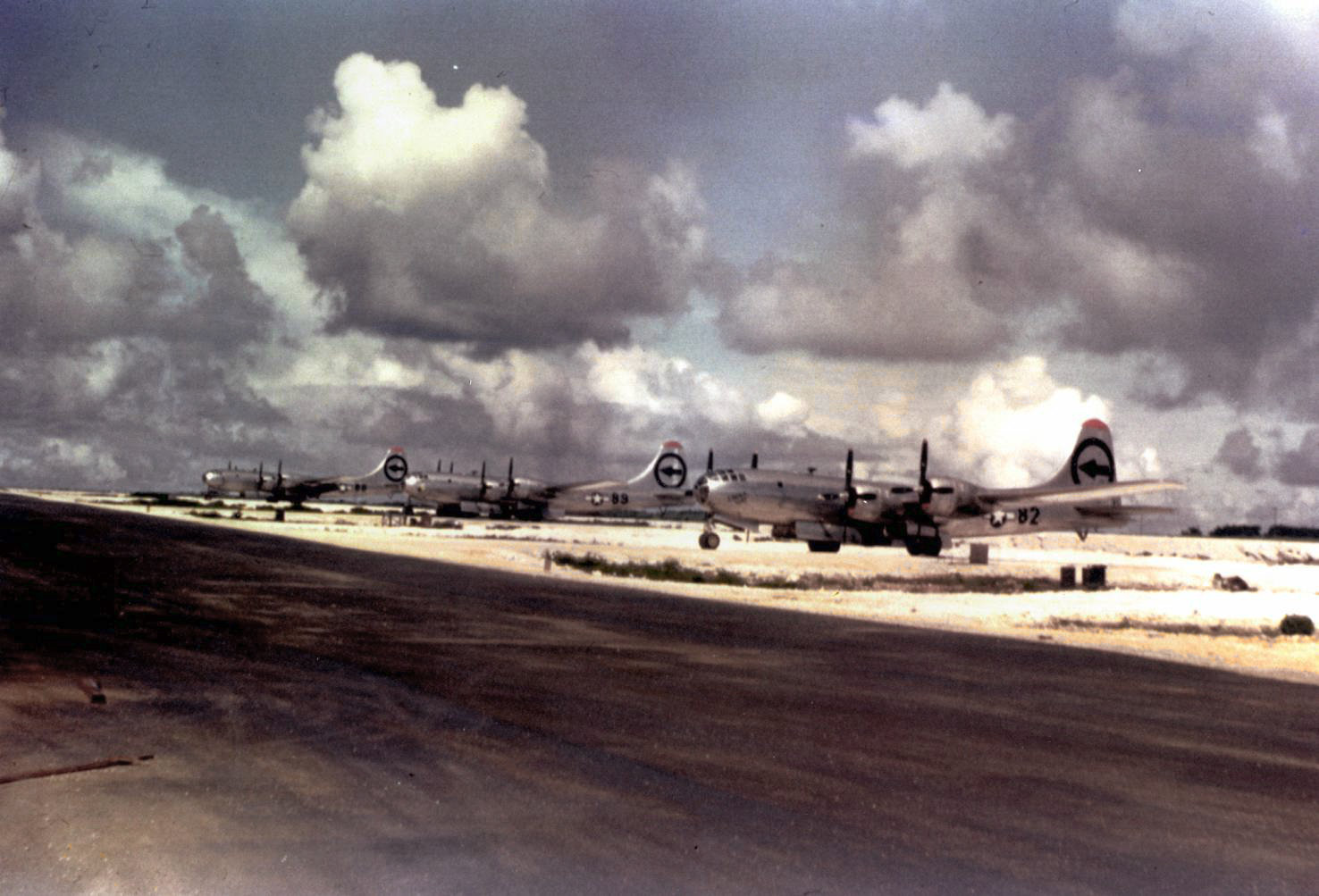
攝於1945年8月，第509混合飛行大隊準備執行核子轟炸廣島前。 左至右分別為三台著名的B-29 超級堡壘轟炸機:
「巨大惡臭號」（Big Stink）、「大藝術家號」（The Great Artiste）及「艾諾拉·蓋號」（Enola Gay）。